# Дисилицид триродия
Дисилицид триродия — бинарное неорганическое соединение 
металла родия и кремния
с формулой Rh3Si2,
кристаллы.

## Получение
- Сплавление стехиометрических количеств чистых веществ:

{\displaystyle {\mathsf {3Rh+2Si\ {\xrightarrow {820^{o}C}}\ Rh_{3}Si_{2}}}}

## Физические свойства
Дисилицид триродия образует кристаллы
тригональной сингонии,
пространственная группа P 3m1,
параметры ячейки a = 0,3965 нм, c = 0,5051 нм, Z = 1
.
Соединение образуется по перитектической реакции при температуре 820 °C .